# Human After All
Human After All là album phòng thu thứ ba của bộ đôi nhạc điện tử người Pháp Daft Punk, được phát hành vào ngày 14 tháng 3 năm 2005 bởi Virgin Records. Không giống như album phòng thu trước là Discovery (2001), với phong cách được lấy cảm hứng từ disco và garage và được sản xuất trong khoảng thời gian hai năm, Human After All có phong cách tối giản và ngẫu hứng hơn với sự kết hợp của guitar và nhạc cụ điện tử, và được sản xuất trong sáu tuần.
Human After All nhận được nhiều đánh giá trái chiều từ các nhà phê bình, phần nhiều chê bai bản chất tối giản, lặp đi lặp lại và thời gian sản xuất kéo dài sáu tuần của nó. Tuy nhiên, các đĩa đơn "Robot Rock" và "Technologic" xuất trên bảng xếp hạng ở một số quốc gia, trong khi "Human After All" ghi danh ở Pháp. Daft Punk đã kết hợp các bài hát vào chuyến lưu diễn Alive 2006/2007 của họ, đã nhận được sự hoan nghênh của giới phê bình. Human After All đạt vị trí số một trên bảng xếp hạng Billboard Dance/Electronic Albums, và được đề cử giải Grammy năm 2006 cho Album nhạc điện tử/dance xuất sắc nhất.

## Thu âm
Một thông cáo báo chí ban đầu nói rằng album "[giữ lại] phong cách thương hiệu của [Daft Punk], lần này với sự ngẫu hứng và trực tiếp hơn". Quá trình sáng tạo ngắn gọn và sản xuất tối thiểu của Human After All đã được xem là đối trọng trực tiếp với Discovery (2001), được sản xuất trong hai năm. Thomas Bangalter nói rằng họ "chắc chắn bị quyến rũ vào thời điểm đó với ý tưởng làm điều ngược lại" album phòng thu trước đó. Bangalter đã so sánh album không được sản xuất kĩ lưỡng có chủ ý với "một viên đá chưa được đẽo tạc".
Human After All được thu âm chủ yếu với hai cây đàn guitar, hai máy drum machine, một máy vocoder và một máy ghi âm tám rãnh. Album được sản xuất trong sáu tuần từ tháng 9 đến tháng 11 năm 2004. Bangalter nói rằng album "gợi lên cảm giác sợ hãi hoặc hoang tưởng" và "không nhằm mục đích làm cho người nghe cảm thấy thoải mái"; và rằng cả nó và bộ phim Daft Punk's Electroma (2006) đều là "những cái nhìn hết sức đau khổ và buồn bã và đáng sợ về công nghệ, cùng với vẻ đẹp và cảm xúc ít thấy từ nó". Bangalter thừa nhận bản chất máy móc của album, nhưng thấy rằng điều đó thể hiện "bước nhảy giữa con người và công nghệ".
Vào thời điểm phát hành Human After All, Daft Punk coi đây là album yêu thích của họ và mô tả nó là "sự ngẫu hứng thuần túy". Guy-Manuel de Homem-Christo nói rằng mỗi album họ sáng tác đều "liên kết chặt chẽ với cuộc sống của chúng tôi" và rằng "những chuyện nội bộ, cá nhân mà Thomas đã trải qua trong khi sản xuất Human After All đã khiến nó trở nên gần gũi hơn với cậu ấy vào thời điểm đó".

## Quảng cáo và phát hành
Vào năm 2013, Spin đã viết rằng của album đã phát hành không đúng thời điểm, vì nó diễn ra sau sự kết thúc "phong trào electronica của các hãng lớn" vào những năm 1990, nhưng trước sự trỗi dậy của các hãng nhạc dance độc lập như DFA Records và Ed Banger. Daft Punk không trả lời phỏng vấn nào để quảng bá album, vì họ cảm thấy như thế sẽ trái ngược với chủ đề của album. Tuyên bố chính thức duy nhất được đưa ra bởi Daft Punk vào thời điểm đó là: "Chúng tôi tin rằng Human After All có thể tự nói lên chính mình". De Homem-Christo sau đó đã nói rằng chọn cách im lặng là sai lầm lớn nhất mà họ từng mắc phải.
Bangalter nhấn mạnh rằng hoạt động quảng bá duy nhất của họ cho album sẽ thông qua các video âm nhạc. Vì vậy, Daft Punk đã đạo diễn các video âm nhạc cho các đĩa đơn "Robot Rock" và "Technologic". Tony Gardner đã đạo diễn cho "The Prime Time of Your Life", mặc dù Bangalter dự đoán rằng video này sẽ không được sử dụng quảng bá do nội dung của nó. Daft Punk cũng dự định làm một video cho bài hát "Human After All", nhưng video quay cho  đã được mở rộng để tạo ra bộ phim Daft Punk's Electroma. Các bài hát từ Human After All cũng xuất hiện trong album tuyển tập Musique Vol. 1 1993–2005 và album trực tiếp Alive 2007.
Trước khi phát hành, các CD quảng cáo của album đã được phân phối với các con dấu xác định phá hoại, cũng như các thủy vân cá nhân để xác định từng ấn bản. Các bản sao bán lẻ trên CD cũng được triển khai tính năng bảo vệ Copy Control chống nhân bản trái phép. Tuy nhiên, album đã bị rò rỉ trực tuyến vài tháng trước khi phát hành, làm những người hâm mộ bối rối bởi phong cách hoàn toàn khác biệt của nó, ban đầu được suy đoán rằng đó là hàng giả được tạo ra để lừa những người dùng hệ thống chia sẻ tệp trực tuyến.
Hình bìa của Human After All có logo Daft Punk hiển thị trên màn hình TV. Bangalter đã trích dẫn cuốn tiểu thuyết Một chín tám tư của George Orwell làm nguồn cảm hứng cho đĩa nhạc.

## Đánh giá từ giới phê bình
| Đánh giá chuyên môn | Đánh giá chuyên môn |
| Điểm trung bình     | Điểm trung bình     |
| Nguồn               | Đánh giá            |
| ------------------- | ------------------- |
| Metacritic          | 57/100              |
| Nguồn đánh giá      |                     |
| Nguồn               | Đánh giá            |
| Blender             | [ 1 ]               |
| The Guardian        | [ 21 ]              |
| Mojo                | [ 23 ]              |
| Q                   | [ 24 ]              |
| Rolling Stone       | [ 25 ]              |

Tại Metacritic, Human After All nhận được số điểm trung bình là 57, cho thấy "các bài đánh giá trái chiều", dựa trên 28 bài đánh giá. Trong bài đánh giá của mình cho tạp chí Blender, Simon Reynolds nói rằng phong cách vui vẻ và "cởi mở" của Discovery đã được thay thế bằng "một điệu dance-rock trớ trêu mang lại cảm giác đứt đoạn và tê liệt". Q cảm thấy rằng nó thiếu đi sự "vui nhộn" so với tác phẩm trước đây của Daft Punk. Barry Walters của Rolling Stone nói rằng bộ đôi thường "lặp lại thay vì bổ túc các đoạn riff [của album]", và rằng họ "phóng đại hình ảnh robot của chính ban nhạc, nhiều đến mức gây hại cho các đường groove của nó". Dorian Lynskey của The Guardian gọi album là "một bộ sưu tập vô cảm của những ý tưởng tầm thường trải dài một cách tuyệt vọng".
Trong một bài đánh giá tích cực, Matthew Weiner của Tạp chí Stylus đã tuyên bố, "[album] là một ví dụ sáng giá về thiết kế nhạc pop trong thế kỷ 21". Tạp chí Mojo nói rằng nó "loại bỏ những đường viền rườm rà nhất để tạo ra âm thanh rõ ràng hơn". Human After All đã được đề cử giải Grammy năm 2006 cho Album nhạc điện tử/dance xuất sắc nhất, nhưng lại thất bại trước album Push the Button của The Chemical Brothers.

## Tầm ảnh hưởng
Chuyến lưu diễn Alive 2006/2007 với các bài hát trong Human After All đã khiến nhiều người phải đánh giá lại album. Pedro Winter, quản lý của Daft Punk vào thời điểm đó, nói: "Khi chúng tôi phát hành Human After All, tôi đã nhận được rất nhiều phản hồi tệ, kiểu như 'Nó lặp đi lặp lại quá. Không có gì mới cả. Daft Punk từng rất xuất sắc kia mà.' Sau đó, họ trở lại với màn trình diễn ánh sáng, và mọi người đều im lặng... Mọi người thậm chí còn xin lỗi, kiểu như, 'Tại sao chúng ta lại nghĩ Daft Punk đã sai?' Những buổi biểu diễn trực tiếp đã thay đổi mọi thứ. Ngay cả khi tôi là một phần của chúng, tôi cũng muốn lùi lại và chiêm ngưỡng nó." Bangalter nói rằng album "là thứ âm nhạc mà chúng tôi muốn tạo ra vào thời điểm đó. Chúng tôi luôn cảm thấy mạnh mẽ rằng có một mối liên hệ logic giữa ba album của chúng tôi và thật tuyệt khi thấy rằng mọi người dường như nhận ra điều đó khi họ đến những buổi biểu diễn trực tiếp."

## Danh sách ca khúc
Tất cả các ca khúc được viết bởi Thomas Bangalter và Guy-Manuel de Homem-Christo; những nhạc sĩ khác được bổ sung.
| STT              | Nhan đề                       | Phổ nhạc         | Thời lượng |
| ---------------- | ----------------------------- | ---------------- | ---------- |
| 1.               | "Human After All"             |                  | 5:20       |
| 2.               | "The Prime Time of Your Life" |                  | 4:23       |
| 3.               | "Robot Rock"                  | Kae Williams     | 4:48       |
| 4.               | "Steam Machine"               |                  | 5:21       |
| 5.               | "Make Love"                   |                  | 4:50       |
| 6.               | "The Brainwasher"             |                  | 4:08       |
| 7.               | "On/Off"                      |                  | 0:19       |
| 8.               | "Television Rules the Nation" |                  | 4:48       |
| 9.               | "Technologic"                 |                  | 4:44       |
| 10.              | "Emotion"                     |                  | 6:57       |
| Tổng thời lượng: | Tổng thời lượng:              | Tổng thời lượng: | 45:38      |

- "Robot Rock" chứa một sample từ "Release the Beast" của Breakwater.[8]

## Nhân lực
- Daft Punk - giọng hát, guitar, máy drum machine, máy synthesizer, duơng cầm, guitar bass, vocoder, lập trình, sản xuất
- Cédric Hervet - điều phối sản xuất
- Gildas Loaëc - điều phối sản xuất
- Nilesh Patel - mastering [en]

## Album phối lại
Human After All: Remixes là album phối lại thứ hai của bộ đôi nhạc điện tử người Pháp Daft Punk. Ban đầu album được phát hành vào ngày 29 tháng 3 năm 2006 bởi Toshiba EMI, độc quyền tại Nhật Bản. Album chứa các bản phối lại của các bài hát trong Human After All từ các nhạc sĩ như Soulwax và Justice. Vào ngày 17 tháng 6 năm 2014, album được tái bản với bốn bản phối lại bổ sung đã ra mắt, cũng độc quyền tại Nhật Bản. Vào ngày 9 tháng 8 năm 2014, phiên bản này của album lần đầu tiên được âm thầm phát hành ra thị trường quốc tế, có thêm một bản phối lại "Technologic" của Le Knight Club.

### Danh sách ca khúc
| Human After All: Remixes | Human After All: Remixes                                      | Human After All: Remixes |
| STT                      | Nhan đề                                                       | Thời lượng               |
| ------------------------ | ------------------------------------------------------------- | ------------------------ |
| 1.                       | "Robot Rock" (bản remix của Soulwax)                          | 6:31                     |
| 2.                       | "Human After All" (bản remix của SebastiAn)                   | 4:48                     |
| 3.                       | "Technologic" (bản remix 'No Logic' của Peaches)              | 4:38                     |
| 4.                       | "The Brainwasher" (bản dub Horrorhouse của Erol Alkan)        | 6:05                     |
| 5.                       | "The Prime Time of Your Life" (bản remix của Para One)        | 3:52                     |
| 6.                       | "Human After All" (bản remix "Guy-Man After All" của Justice) | 4:00                     |
| 7.                       | "Technologic" (bản remix 'Highway to Paris' của Digitalism)   | 6:01                     |
| 8.                       | "Human After All" (bản remix của Alter Ego)                   | 9:25                     |
| 9.                       | "Technologic" (bản remix của Vitalic)                         | 5:26                     |
| 10.                      | "Robot Rock" (bản mix 'Maximum Overdrive' của Daft Punk)      | 5:57                     |
| Tổng thời lượng:         | Tổng thời lượng:                                              | 56:45                    |

| Human After All: Remixes (tái bản 2014) | Human After All: Remixes (tái bản 2014)              | Human After All: Remixes (tái bản 2014) |
| STT                                     | Nhan đề                                              | Thời lượng                              |
| --------------------------------------- | ---------------------------------------------------- | --------------------------------------- |
| 11.                                     | "Human After All" (bản remix của The Juan MacLean)   | 6:41                                    |
| 12.                                     | "Technologic" (bản Mixx 'Kontrol' của Basement Jaxx) | 5:31                                    |
| 13.                                     | "Technologic" (bản remix của Liquid Twins)           | 4:10                                    |
| 14.                                     | "Human After All" (phiên bản của Emperor Machine)    | 6:04                                    |
| Tổng thời lượng:                        | Tổng thời lượng:                                     | 79:11                                   |

| Human After All: Remixes (phát hành kĩ thuật số) | Human After All: Remixes (phát hành kĩ thuật số) | Human After All: Remixes (phát hành kĩ thuật số) |
| STT                                              | Nhan đề                                          | Thời lượng                                       |
| ------------------------------------------------ | ------------------------------------------------ | ------------------------------------------------ |
| 15.                                              | "Technologic" (bản remix của Le Knight Club)     | 5:28                                             |
| Tổng thời lượng:                                 | Tổng thời lượng:                                 | 84:32                                            |

## Xếp hạng
| Thứ hạng (2005)                               | Vị trí cao nhất |
| --------------------------------------------- | --------------- |
| Album Úc (ARIA)                               | 36              |
| Album Áo (Ö3 Austria)                         | 23              |
| Album Bỉ (Ultratop Vlaanderen)                | 8               |
| Album Bỉ (Ultratop Wallonie)                  | 11              |
| Album Hà Lan (Album Top 100)                  | 40              |
| Album Pháp (SNEP)                             | 3               |
| Album Đức (Offizielle Top 100)                | 38              |
| Album Hi Lạp (IFPI)                           | 6               |
| Album Ireland (IRMA)                          | 10              |
| Album Ý (FIMI)                                | 19              |
| Album Na Uy (VG-lista)                        | 36              |
| Album Tây Ban Nha (PROMUSICAE)                | 87              |
| Album Thụy Điển (Sverigetopplistan)           | 30              |
| Album Thụy Sĩ (Schweizer Hitparade)           | 8               |
| Album Anh Quốc (OCC)                          | 10              |
| Album Hoa Kỳ Billboard 200                    | 98              |
| Album Hoa Kỳ Top Dance/Electronic (Billboard) | 1               |

| Thứ hạng (2021)             | Vị trí cao nhất |
| --------------------------- | --------------- |
| Album Quốc tế Croatia (HDU) | 12              |

| Thứ hạng (2005)                                | Vị trí cao nhất |
| ---------------------------------------------- | --------------- |
| Album Pháp (SNEP)                              | 92              |
| Hoa Kì Top Dance/Electronic Albums (Billboard) | 16              |

## Chứng nhận
| Quốc gia                                                                           | Chứng nhận | Số đơn vị/doanh số chứng nhận |
| ---------------------------------------------------------------------------------- | ---------- | ----------------------------- |
| Pháp (SNEP)                                                                        | 2× Vàng    | 200.000*                      |
| Anh Quốc (BPI)                                                                     | Bạc        | 60.000^                       |
| * Chứng nhận dựa theo doanh số tiêu thụ. ^ Chứng nhận dựa theo doanh số nhập hàng. |            |                               |